# 3e Amerikaans Congres
Het 3e Amerikaans Congres was het derde Congres van de Amerikaanse federale overheid en bestond uit de Amerikaanse Senaat en het Huis van Afgevaardigden. Het congres kwam tijdens de eerste twee jaren van de tweede ambtstermijn van president George Washington bijeen van 4 maart 1793 tot en met 3 maart 1795 in de Congress Hall in Philadelphia.

## Data van sessies
4 maart 1793 - 3 maart 1795
- speciale sessie van de Senaat: 4 maart 1793
- 1ste sessie: 2 december 1793 - 9 juni 1794
- 2de sessie: 3 november 1794 - 3 maart 1795

## Leden van deAmerikaanse Senaat
- (P): Pro-Administration
- (A): Anti-Administration

#### Connecticut
- 1: Oliver Ellsworth (P)
- 3: Roger Sherman (P), tot 23 juli, 1793
Stephen Mitchell (P), van 2 december 1793 – einde

#### Delaware
- George Read (P), tot 18 september 1793
Henry Latimer (P), van 7 februari 1795 – einde
- John Vining (P)

#### Georgia
- James Gunn (A)
- James Jackson (A)

#### Kentucky
- John Edwards (A)
- John Brown (A)

#### Maryland
- John Henry (P)
- Richard Potts (P)

#### Massachusetts
- Caleb Strong (P)
- George Cabot (P)

#### New Hampshire
- John Langdon (A)
- Samuel Livermore (P)

#### New Jersey
- John Rutherfurd (P)
- Frederick Frelinghuysen (P)

#### New York
- Rufus King (P)
- Aaron Burr (A)

#### North Carolina
- Benjamin Hawkins (A)
- Alexander Martin (A)

#### Pennsylvania
- Robert Morris (P)
- Vacant tot 2 december 1793
Albert Gallatin (A), van 2 december 1793 tot 28 februari 1794
James Ross (P), van 24 april 1794 – End

#### Rhode Island
- Theodore Foster (P)
- William Bradford (P)

#### South Carolina
- Pierce Butler (A)
- Ralph Izard (P)

#### Vermont
- Moses Robinson (A)
- Stephen R. Bradley (A)

#### Virginia
- James Monroe (A), until May 11, 1794
Stevens Mason (A), vanaf 18 november 1794 – einde
- John Taylor (A), tot 11 mei 1794
Henry Tazewell (A), vanaf 18 november, 1794 – einde

## Leden van hetHuis van Afgevaardigden

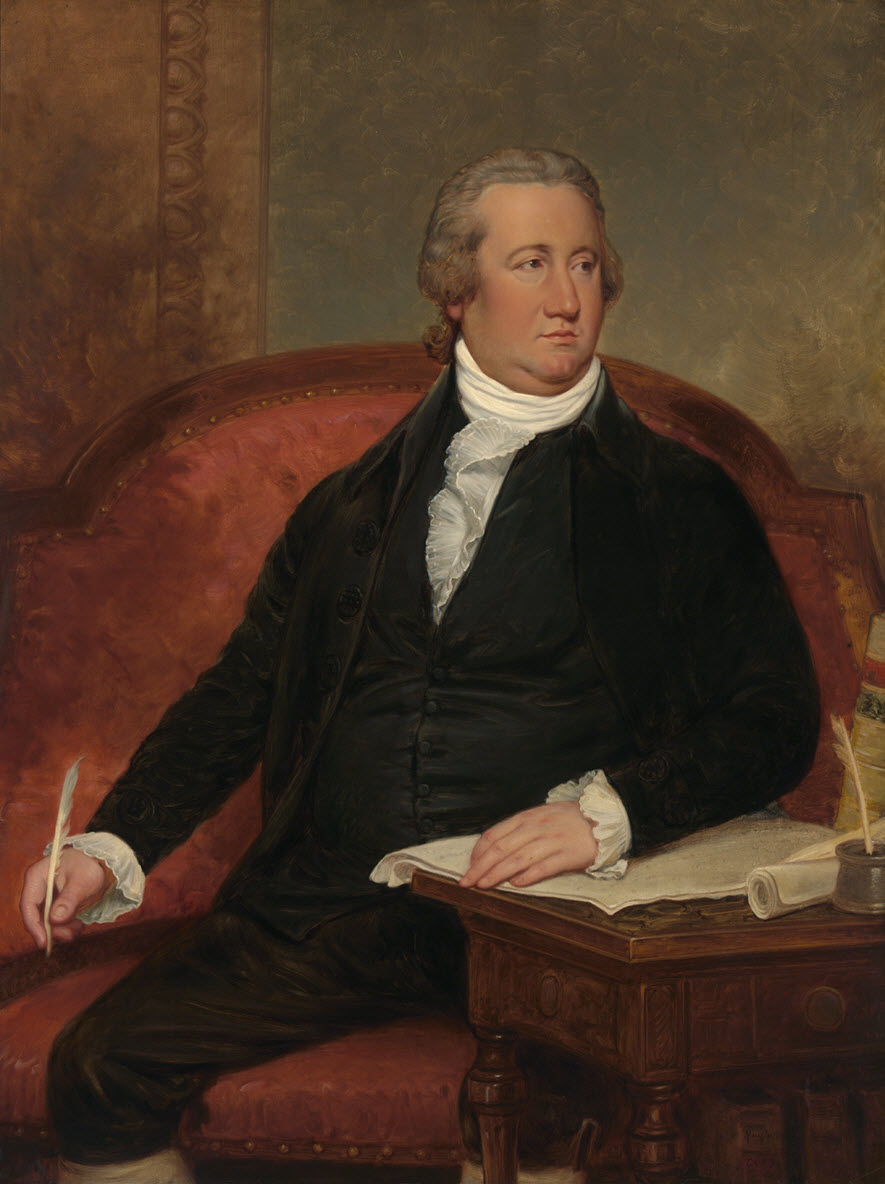
voorzitter van het Huis van Afgevaardigden Frederick Muhlenberg

- (P): Pro-Administration
- (A): Anti-Administration

#### Connecticut
- Joshua Coit (P)
- James Hillhouse (P)
- Amasa Learned (P)
- Zephaniah Swift (P)
- Uriah Tracy (P)
- Jonathan Trumbull, Jr. (P)
- Jeremiah Wadsworth (P)

#### Delaware
- John Patten (A), tot 14 februari 1794
Henry Latimer (P), van 14 februari 1794 tot 7 februari 1795
Vacant, van 7 februari 1795 – einde

#### Georgia
- Abraham Baldwin (A)
- Thomas P. Carnes (A)

#### Kentucky
- Christopher Greenup (A)
- Alexander D. Orr (A)

#### Maryland
- George Dent (P)
- John Mercer (A),
- Uriah Forrest (P), tot 8 november 1794
- Benjamin Edwards (P), van 2 januari 1795 – einde
- Thomas Sprigg (A)
- Samuel Smith (A)
- Gabriel Christie (A)
- William Hindman (P)
- William Vans Murray (P)

#### Massachusetts
- Fisher Ames (P)
- Samuel Dexter (P)
- Benjamin Goodhue (P)
- Samuel Holten (A)
- Dwight Foster (P)
- William Lyman (A)
- Theodore Sedgwick (P)
- Artemas Ward (P)
- Shearjashub Bourne (P)
- Peleg Coffin, Jr. (P)
- Henry Dearborn (A)
- George Thatcher (P)
- Peleg Wadsworth (P)
- David Cobb (P)

#### New Hampshire
- Nicholas Gilman (P)
- John Sherburne (A)
- Jeremiah Smith (P)
- Paine Wingate (P)

#### New Jersey
- John Beatty (P)
- Elias Boudinot (P)
- Lambert Cadwalader (P)
- Abraham Clark (P), tot 15 september 1794
Aaron Kitchell (P) , van 29 januari 1795 – einde
- Jonathan Dayton (P)

#### New York
- John Watts (P)
- Thomas Tredwell (A)
- Philip Van Cortlandt (A)
- Peter Van Gaasbeck (P)
- Theodorus Bailey (A)
- Ezekiel Gilbert (P)
- John E. Van Alen (P)
- Henry Glen (P)
- James Gordon (P)
- Silas Talbot (P)

#### North Carolina
- Joseph McDowell (A)
- Matthew Locke (A)
- Joseph Winston (A)
- Alexander Mebane (A)
- Nathaniel Macon (A)
- James Gillespie (A)
- William Barry Grove (P)
- William Johnston Dawson (A)
- Thomas Blount (A)
- Benjamin Williams (A)

#### Pennsylvania
- James Armstrong (P)
- William Findley (A)
- Thomas Fitzsimons (P)
- Andrew Gregg (A)
- Thomas Hartley (P)
- Daniel Hiester (A)
- William Irvine (A)
- John Wilkes Kittera (P)
- William Montgomery (P)
- Frederick A. C. Muhlenberg (A)
- John Peter G. Muhlenberg (A)
- Thomas Scott (P)
- John Smilie (A)

#### Rhode Island
- Benjamin Bourne (P)
- Francis Malbone (P)

#### South Carolina
- William L. Smith (P)
- John Hunter (A)
- Lemuel Benton (A)
- Richard Winn (A)
- Alexander Gillon (A) , tot 6 oktober 1794
Robert Goodloe Harper (P), van 9 februari 1795 – einde
- Andrew Pickens (A)

#### Vermont
- Israel Smith (A)
- Nathaniel Niles (A)

#### Virginia
- Robert Rutherford (A)
- Andrew Moore (A)
- Joseph Neville (A)
- Francis Preston (A)
- George Hancock (P)
- Isaac Coles (A)
- Abraham B. Venable (A)
- Thomas Claiborne (A)
- William B. Giles (A)
- Carter B. Harrison (A)
- Josiah Parker (P)
- John Page (A)
- Samuel Griffin(P)
- Francis Walker (A)
- James Madison (A)
- Anthony New (A)
- Richard Bland Lee (P)
- John Nicholas (A)
- John Heath (A)

#### Leden die geen stemrecht hebben
- James White (A)